# 伴東

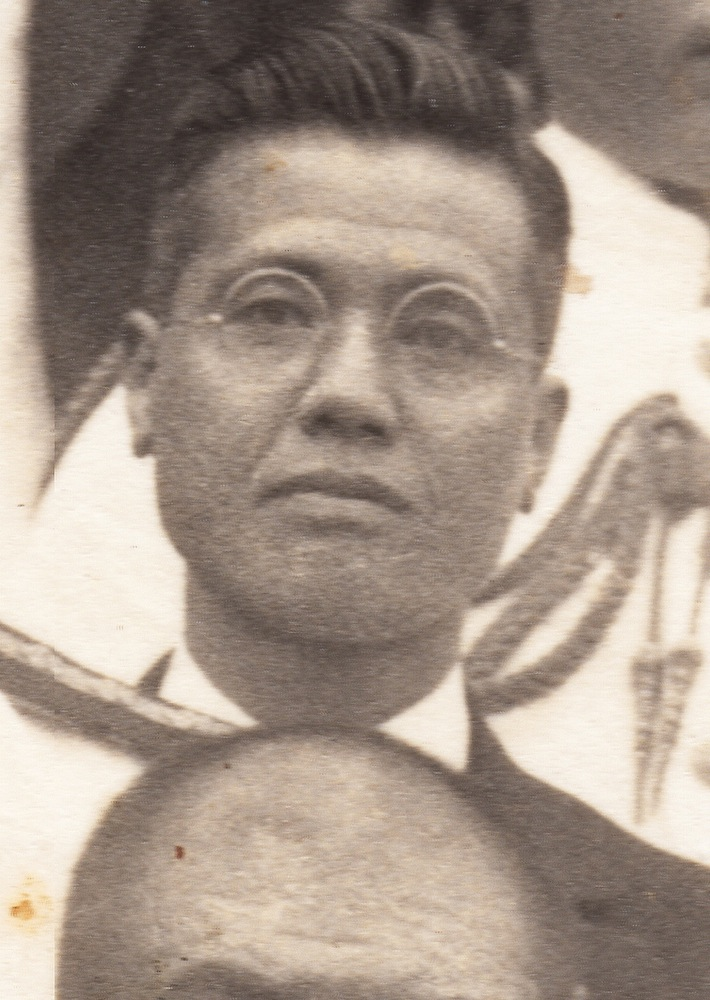
旅順民政署長時代

伴 東（ばん あずま、1887年（明治20年）4月14日 - 没年不明）は、日本の内務官僚。関東州官僚。

## 経歴
島根県海士郡海士村（現在の隠岐郡海士町）出身。大阪府立農学校獣医学科を経て、1910年（明治43年）に盛岡高等農林学校獣医学科を卒業した。のち法科に転じ法政大学に学んで1916年（大正5年）に高等文官試験に合格した。警視庁警視、愛知県額田郡長、同知多郡長、長崎県商工課長、同水産課長、同農林課長、福井県学務部長、岩手県警察部長、滋賀県警察部長、愛知県警察部長、大分県内務部長、関東局旅順民政署長を歴任した。
退官後、興中公司嘱託、天津電業公司総務科長、大連機械製作株式会社支配人・総務部長を経て、東亜生果株式会社社長を務めた。